# Scoparia antarcticalis
Scoparia antarcticalis là một loài bướm đêm trong họ Crambidae.